# Collégiale Saint-Martin de Montmorency
Kolegiata św. Marcina (fr. Collégiale Saint-Martin) w Montmorency – kościół zbudowany w latach 1515–1563 w stylu gotyku płomienistego (flamboyant).
Kolegiata pełni dziś rolę kościoła parafialnego. Opiekę nad parafią sprawują pallotyni.
W kościele św. Marcina znajduje się rzeźba epitafijna polskich emigrantów – Juliana Ursyna Niemcewicza i Karola Ottona Kniaziewicza dłuta Władysława Oleszczyńskiego z 1848 roku. W kolegiacie pochowani są również:
- Adam Jerzy Czartoryski – przywódca Wielkiej Emigracji
- Anna Zofia z Sapiehów Czartoryska – żona Adama Czartryskiego, prochy obojga przeniesiono w 1865 roku do Sieniawy na Podkarpaciu, gdzie zostały złożone w rodowej krypcie.